# Commercio elettronico culturale
Il commercio elettronico culturale o e-commerce culturale è la vendita online di prodotti culturali (libri, musica, film, articoli e contenuti digitali).

## Storia
Con la diffusione di internet si è verificata una progressiva digitalizzazione dell'accesso alle risorse culturali. Questo processo ha interessato sia i prodotti culturali diffusi attraverso supporti fisici (libri, cd, vhs, DVD, ecc), sia i prodotti culturali diffusi in formato digitale (MP3, ebook, ecc).
Nei suoi primi anni di vita, l'e-commerce culturale è nato come variante online delle librerie su strada. Sono quindi nati siti di e-commerce specializzati per libri, musica e film. In questa prima fase, l'e-commerce culturale non era per nulla differente dall'e-commerce in generale: venivano infatti venduti oggetti fisici (libri, videocassette, ecc) che dovevano poi essere spediti a casa del cliente o ritirati di persona presso un negozio.
Successivamente, grazie all'evoluzione di internet e dei formati digitali, questo ramo del commercio elettronico ha cominciato a differenziarsi dall'e-commerce tradizionale. Lo sviluppo di reti per la trasmissione dati ad alta velocità, il miglioramento della qualità di riproduzione dei file musicali e video, la diffusione degli e-book e dei relativi lettori hanno infatti reso possibile la consegna completamente digitale dei prodotti acquistati.
Negli ultimi anni si sta infine diffondendo un e-commerce culturale di terza generazione, che prevede la fruizione dei prodotti culturali direttamente online attraverso aree riservate del sito del venditore. Questa tipologia di e-commerce culturale si sta sviluppando soprattutto in relazione alla pubblicazione online di giornali, riviste e siti di carattere specialistico o tecnico, che utilizzano la rete per ridurre i costi di pubblicazione aumentando nel frattempo le dimensioni del loro mercato potenziale.

## Modalità di acquisto/vendita/fruizione
A seconda della generazione di e-commerce culturale, la vendita può avvenire secondo tre modalità principali. Queste modalità, essendo legate ai media utilizzati, possono coesistere su uno stesso sito.

### Prima Generazione
Nessuna differenza con l'e-commerce classico Archiviato il 15 settembre 2022 in Internet Archive.. Vendita online di oggetti fisici (libri, dvd, vhs, cd, ecc), che vengono poi spediti al cliente o ritirati in un punto di consegna.

### Seconda Generazione
Il prodotto viene digitalizzato, quindi cambia la modalità di consegna. Vendita online di file digitali, che vengono scaricati sul computer dell'acquirente o su dispositivi dedicati (es. Amazon Kindle, che scarica gli e-book direttamente in modalità wireless attraverso la rete telefonica mobile).

### Terza Generazione
Con la terza generazione dell'e-commerce culturale, l'intero processo di acquisto, vendita e fruizione viene spostato sulla rete. In questo caso viene venduto l'accesso online a contenuti digitali, che vengono consultati attraverso un'area riservata sul sito del venditore.
I sistemi di e-commerce culturale di terza generazione possono prevedere la possibilità di esportare i contenuti in formati scaricabili o stampabili. In alternativa, può essere prevista la possibilità di condividere singoli contenuti con utenti non registrati, ad esempio attraverso link codificati che garantiscono l'accesso senza login per un tempo limitato ai contenuti in questione. Quest'ultimo tipo di condivisione è spesso implementato con fini pubblicitari, poiché trasforma i propri abbonati in veri e propri agenti di commercio che diffondono la conoscenza del marchio con tecniche virali.